# Lubuń
Lubuń (kaszb. Lëbùń, niem. Labuhn) – wieś-ulicówka w Polsce położona w województwie pomorskim, w powiecie słupskim, w gminie Kobylnica na skraju Parku Krajobrazowego Dolina Słupi.
W miejscowości znajduje się bijące źródło krystalicznej wody, jeden kościół, 2 sklepy, świetlica, drzewo będące pomnikiem przyrody oraz jeden z nielicznych zachowanych cmentarzy ewangelickich z XIX w. w powiecie słupskim. Od lat powojennych do 1994 roku mieściła się w Lubuniu szkoła.
W latach 1975–1998 miejscowość administracyjnie należała do województwa słupskiego.

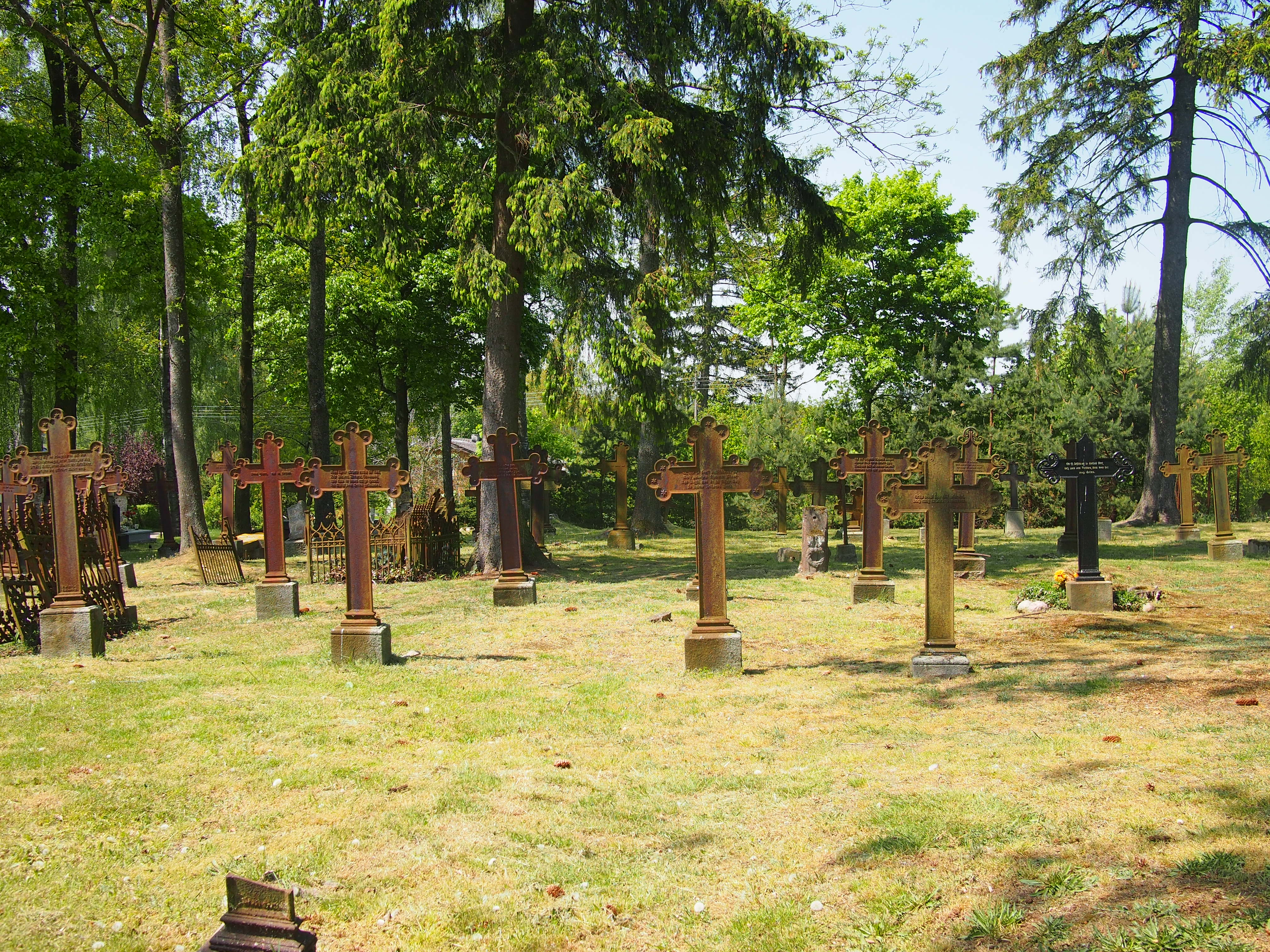
Lubuń, cmentarz

We wsi był przystanek kolejowy Lubuń.

## Nazwa
Nazwa miejscowości, wzmiankowana po raz pierwszy w formie Labhun w 1628, ma pochodzenie słowiańskie i charakter dzierżawczy. Powstała przez dodanie do nazwy osobowej *Labun formantu *-jь. Niemiecka nazwa Labuhn jest adaptacją fonetyczną pierwotnej nazwy słowiańskiej. Polska nazwa Lubuń w miejsce oczekiwanej *Labuń jest efektem błędnej resubstytucji nazwy niemieckiej.
Rada Języka Kaszubskiego proponuje opartą na polskiej kaszubską formę nazwy Lëbùń.